# Edarling
eDarling — служба онлайн знакомств немецкой компании Affinitas GmbH. Принцип работы сайта использует метод мэтчинга (matching c англ. — «подбор», «сравнение») — подбора кандидата для знакомства по результатам психологического теста.
Сайт eDarling предоставляет свои услуги на 15-ти языках для пользователей из 25-ти стран мира.

## История и факты
2008 г. — Открытие компании Affinitas GmbH в Берлине. Основатели компании: Кристиан Вольман, Давид Халил и Лукас Бросседер. Основные инвесторы: европейский интернет-инвестор Rocket Internet и американская служба знакомств eHarmony.

2009 г. — Запуск сайта eDarling в Германии, Австрии, Швейцарии, Франции, Испании.

2010 г. — Запуск сайта eDarling в Польше, Нидерландах, Швеции, Италии, Турции.

2011 г. — Запуск сайта eDarling в России. Присуждение премии «Сайт года» французской и испанской версиям сайта eDarling.

2012 г. — Присуждение премии «Сайт года» испанской версии eDarling. Запуск сайта eDarling в Норвегии, Венгрии, Дании, Финляндии, Чехии, Чили и Мексике. Разработка и подписание кодекса для служб онлайн знакомств «Серьезный поиск партнера в интернете» (S.P.I.N.-Kodex). Номинация русской версии eDarling на Премию Рунета.
Количество зарегистрированных пользователей превышает 16 миллионов человек из 18 стран мира. Количество пользователей на русскоязычном сайте — более 3 миллионов. Соотношение мужчин и женщин — 43 и 57 % соответственно. Около 40 % пользователей находят на сайте партнера для серьезных отношений.
В 2012 году оборот компании составил около 50 миллионов евро.

2013 г. — Запуск сайта eDarling в Словакии и Бельгии. Руководство компания Affinitas выкупает свои акции обратно у eHarmony. eDarling выходит на англоязычные рынки Великобритании и Ирландии.
2014 г. — Запуск сайта в Канаде, Австралии, Новой Зеландии и Южной Африке. eDarling признан лучшим сайтом знакомств по версии журнала Focus Money.
2015 г. — Запуск сервиса в США и Сингапуре. Сайт получает высшие оценки за личностный тест и функционал от немецкого сервиса контроля качества сайтов Netzsieger. Второй год подряд eDarling выбран лучшим сайтом знакомств по версии журнала Focus Money. Также победитель в категориях: лучший сервис знакомств и лучшая служба поддержки пользователей.

## Принцип работы
В рамках регистрации на сайте пользователи проходят тест, состоящий из 283 вопросов. Тест составлен на основе пятифакторной модели личности (Большая пятерка), в которую входят такие факторы личности, как экстраверсия, доброжелательность, эмоциональность, добросовестность и открытость. По итогам теста создается психологический портрет пользователя, на основе которого ему подбираются кандидаты для знакомства, наиболее совместимые с ним по характеру.
Подбор кандидатов также учитывает индивидуальные предпочтения пользователей: образование, желание иметь детей, вероисповедание, место проживания. Самостоятельный поиск по анкетам других пользователей не предусмотрен. Таким образом, в отличие от дейтинговых сайтов знакомств с открытой базой пользователей (в России, например, к таким относятся Mamba.ru, LovePlanet.ru и Damochka.ru), eDarling позиционирует себя как мэтчинг-сайт, то есть служба, которая предлагает пользователям наиболее совместимых с ними кандидатов по результатам теста, значимых для создания серьезных отношений.

## Условия пользования
Такие услуги, как регистрация на сайте, прохождение теста с составлением индивидуального психологического портрета, подбор кандидатов для знакомства и просмотр их профилей бесплатны для всех пользователей (Базовый аккаунт). Однако, чтобы просматривать фотографии и общаться с кандидатами для знакомства, а также получать больше кандидатов и видеть посетителей, необходимо приобрести Премиум абонемент, который предусматривает автоматическое продление, если не отказаться от него хотя бы за две недели. Абонемент дает доступ к премиум функциям по системе «все включено». Чем длиннее выбранный абонемент, тем выгоднее цена в месяц.

## Исследования
В 2011 году отдел научных исследований eDarling предоставил часть анонимизированных результатов психологического теста учёным из Берлинского университета имени Гумбольдта (Германия), Саутгемптонского университета (Великобритания), Университета Гронингена (Нидерланды) и Университета Дьюка (США).
В результате этого сотрудничества было проведено несколько исследований, в частности, о различной степени привлекательности имен при поиске партнера в сети, а также о связи религиозности и психического самочувствия. Результаты этих исследований были опубликованы в научных журналах Psychological Science и Social Psychological and Personality Science, а также в новостных изданиях: Spiegel Online, ZEIT и Daily Mail

## Безопасность и конфиденциальность данных
eDarling — использует проверку профилей «вручную», то есть все открытые тексты и фотографии пользователей проверяются модераторами на соответствие кодексу этики. По результатам тестирования восьми ведущих немецких сайтов знакомств, проведенного журналом ComputerBild в 2011 году, eDarling набрал наибольшее количество баллов в категориях «безопасность», «служба поддержки пользователей» и «качество подбора кандидатов».
В мае 2012 года eDarling выступил с инициативой введения кодекса «Серьезный поиск партнера в интернете» (S.P.I.N.-Kodex), чтобы регулировать работу онлайн служб знакомств и оградить пользователей от мошенничества в сети. Другие крупные европейские сервисы — FriendScout24, Neu.de и Parship — также поддержали инициативу и приняли участие в разработке и подписании свода правил, регулирующих работу служб онлайн-знакомств. Кодекс SPIN предусматривает штрафные санкции для сайтов-нарушителей. Пользователи могут контролировать соблюдение обязательств кодекса, отправляя информацию о нарушениях в Федеральный Союз Цифровых Технологий (BVDW e.V.) Германии.

## Критика
Среди наиболее часто встречаемых замечаний по поводу качества и работы сайта в отзывах и комментариях встречаются:
Положительные:
- Модерация профилей пользователей для защиты от спама, мошенничества и распространения секс-услуг
- Подбор кандидатов для знакомства по результатам психологического теста

Отрицательные:
- Большой психологический тест при регистрации (283 вопроса)
- Ограниченность функционала для бесплатных пользователей (недоступность просмотра фотографий и обмена сообщениями)
- Автоматическое продление платного абонемента[27], хотя от продления можно отказаться даже за сутки до него[28].
- Автоматическое списание денег с банковского счета без предварительного предупреждения об окончании срока предыдущего Премиум абонемента, автоматическом продлении и списании денег.
- Если денег на банковском счете оказалось недостаточно, то оплата пользователя передается коллекторской организации КредитЭкспресс, и те начинают терроризировать клиента как должника.